# Le Cailar
Le Cailar è un comune francese di 2 420 abitanti situato nel dipartimento del Gard, nella regione dell'Occitania.

## Società

### Evoluzione demografica
Abitanti censiti